# Upper Boddington
Upper Boddington – wieś w Anglii, w hrabstwie Northamptonshire, w dystrykcie (unitary authority) West Northamptonshire. Leży 28 km na zachód od miasta Northampton i 109 km na północny zachód od Londynu.